# 黒田千晴
黒田 千晴（くろだ ちはる）は、日本の料理研究家・料理プロデューサー、食育プロデューサー。自然派レストランAGRIオーナー兼シェフ。

## 略歴
広島県広島市生まれ。生家は、市内で魚屋兼仕出し屋を営む。子どもの頃から遊ぶことより店番を好み、料理にも親しむ。1979年、調理師免許取得。1980年、広島女学院大学文学部卒業後、結婚。主婦業に専念するが、夫の病気をきっかけに、2000年、一念発起して得意の創作料理を提供する「スープ＆おばんざいキッチン ポットラック」をオープン。2010年には店舗も広島市中区袋町に移転し、新たに「AGRI」を開店。オーナー兼シェフとして料理の腕をふるうほか、各地での料理教室講師や、広島テレビ「テレビ宣言」中の「情熱キッチン」、広島FM「オーバーザレインボウ」中の「フードクリップ」などテレビ・ラジオ番組の料理コーナーなども担当・出演する。スローフード広島理事、広島市米粉推進委員。2013年から母校広島女学院大学国際教養学部講師。